# Lúcia Leila José
Lúcia Leila José (født 22. december 1993 i Osun, Nigeria) er en kvindelig mozambiqueansk fodboldspiller, der spiller angreb for B.93's kvindehold i kvindernes 1. division og Mozambiques kvindefodboldlandshold. Hun er desuden anfører på A-landsholdet.

## Klubkarriere

### B.93 Fodbold
José kom til B.93 på Østerbro fra den portugisiske ligaklub Atlético Ouriense april 2021 sammen med flere andre udenlandske spillere.
Hun fik sin officielle debut for 1. divisionsklubben den. 3. april 2021 i 0-1 nederlaget til AaB i Kvalifikationsligaen til Elitedivisionen. Hun blev skiftet ind i 81' minut, som indskiftning for Sissel Bøje og har sammenlagt scoret 1 gange i 8 officielle kampe i 2020-21 sæsonen.
Cheftræner i B.93, Rasmus Good, udtalte følgende vedr. tilføjelsen af de nye profiler og Josés spillestil: Leila er rigtig dygtig 1v1 og er en spiller, som gør mange uventede ting. I presspillet er hun virkelig dygtig, hun kommer hurtigt frem og er meget svær at komme forbi. Hun er en meget uselvisk spiller som bare mangler lidt i sine afslutninger for at være for alvor kampafgørende.